# Otto Helm
Otto Helm (* 21. Februar 1826 in Stolp; † 24. März 1902 in Danzig) war ein deutscher Forscher.

## Leben
Nach seinem Abschluss an der Höheren Schule von Stolp studierte er in Königsberg Pharmazie. In der Zeit von 1854 bis 1874 führte er eine Apotheke in Danzig und war mehrere Jahre Ratsmitglied der Stadt. 1892 wurde er Mitglied des Ausschusses des Westpreußischen Provinzial-Museums in Danzig. Seit 1865 war er bereits in der Naturforschenden Gesellschaft Danzig tätig und gehörte dem Westpreußischen Botanisch-Zoologischen Verein an. Helm verfasste zahlreiche Schriften, in denen er Themen aus den Bereichen Chemie, Geschichte des Bernsteins und Geschichte der Pharmazie aufgriff.

## Helms Bernsteinforschung
Helm ist vor allem durch seine Bernsteinforschung bekannt geworden. Er trug eine bemerkenswerte Bernsteinsammlung von mehr als 5000 Stücken mit organischen Einschlüssen zusammen, die nach seinem Tode dem Westpreußischen Provinzial-Museum in Danzig zufiel. In der Zeit zwischen 1877 und 1902 veröffentlichte er eine große Anzahl von Schriften über die chemischen und physikalischen Merkmale von Bernstein und anderer fossiler Harze. Aus dieser Zeit stammen seine Erstbeschreibungen von Gedanit, Glessit, Rumänit, Birmit und anderer fossiler Harze. Einige Proben des von ihm untersuchten Bernsteins befinden sich seit 1997 im Archäologischen Museum der Stadt Danzig (Muzeum Historyczne Miasta Gdańska).
Aufgrund seiner hohen Reputation auf diesem Gebiet wurde ihm von Heinrich Schliemann die Analyse der 1876 in Mykene gemachten Bernsteinfunde anvertraut. Schliemann fand in den prächtig ausgestatteten Schachtgräbern in der Zitadelle von Mykene eine außergewöhnliche Menge Artefakte, in denen Bernstein verarbeitet worden war. Helms Aufgabe bestand darin, die Herkunft des Bernsteins zu ergründen. Otto Helm nutzte hierzu die Methode der Trockendestillation, die bei der Anwendung auf Bernstein die folgenden drei Bestandteile hervorbringt: 1. Kristalline Bernsteinsäure, 2. Flüssiges Bernsteinöl und 3. Festes Kolophonium. Dabei fand er heraus, dass der Bernstein aus Mykene seinen Ursprung im Ostseeraum hatte – er enthielt mehr als 3 % Bernsteinsäure. Nach einer von Helm selbst aufgestellten These enthält Baltischer Bernstein stets einen Anteil von 3 % bis 8 % Bernsteinsäure, während der Gehalt an Bernsteinsäure in anderen fossilen Harzen immer unter 3 % liegt oder sich in den Harzen gar keine Bernsteinsäure befindet. 
Nach dieser von Helm vorgenommenen Klassifizierung war der Gehalt an Bernsteinsäure über lange Zeit das einzige Kriterium, anhand dessen die botanische bzw. regionale Herkunft von Bernstein ermittelt wurde. Für die in der Antike bekannten Bernsteinlagerstätten war dies auch ausreichend. Mit dem Auffinden weiterer Bernsteinvorkommen insbesondere in den letzten Jahrzehnten und dem Aufkommen modernen Untersuchungsmethoden konnte indes nachgewiesen werden, dass auch Bernstein aus anderen Regionen und wahrscheinlich auch unterschiedlicher botanischer Herkunft Bernsteinsäure enthalten kann. Helms Methode zur Bestimmung der Herkunft fossiler Harze wurde daraufhin aufgegeben. 
Neben den Artefakten aus Mykene hat Helm auch zahlreiche Bernsteinfunde aus archäologischen Ausgrabungen in Italien untersucht und nicht zuletzt hierdurch die Diskussion über die Handelswege des Bernsteins in der Antike neu entfacht.

## Schriften von Otto Helm (Auswahl)
- Mitteilungen über Bernstein. [diverse unterbetitelte Aufsätze]. In: Schriften der Naturforschenden Gesellschaft in Danzig, 1878–1882.
- Geschichtliches über die Apotheken in Danzig. In: Apotheker-Zeitung, XIII. Jahrgang, 1898, Nr. 12, S. 87–90 Sonderdruck